# Kirchspielslandgemeinde Hemmingstedt
Die Kirchspielslandgemeinde Hemmingstedt war eine Gemeinde im Kreis Süderdithmarschen (vom 1. Oktober 1932 bis zum 30. September 1933 Kreis Dithmarschen) in der preußischen Provinz Schleswig-Holstein.

## Geographie

### Fläche und Einwohnerzahl
Die Kirchspielslandgemeinde hatte am 16. Juni 1925 insgesamt 1886 Einwohner an 14 Wohnplätzen. Am 1. Oktober 1930 betrug ihre Fläche 26,06 km2.

### Nachbargemeinden
Nachbargemeinden waren im Uhrzeigersinn im Norden beginnend die Stadt Heide (im Kreis Norderdithmarschen), die Kirchspielslandgemeinden Nordhastedt, Südermeldorf-Geest, Nordermeldorf und Süderwöhrden (alle im Kreis Süderdithmarschen) sowie die Kirchspielslandgemeinde Norderwöhrden (im Kreis Norderdithmarschen).

## Geschichte
Mit der Verordnung vom 22. September 1867 wurden in der preußischen Provinz Schleswig-Holstein die selbständigen Landgemeinden eingeführt. Anders als im übrigen Provinzgebiet gab es im Westen Schleswig-Holsteins, nämlich in Dithmarschen und im Kreis Husum, eine besondere Form der kommunalen Verwaltung. Diese wurde unangetastet übernommen. So wurden aus den Gebieten der Kirchspiele, in denen bereits weltliche Strukturen vorhanden waren, politische Gemeinden, die Kirchspielslandgemeinden.
Die in den Kirchspielslandgemeinden als „Untereinheit“ vorhandenen Dorfschaften und Dorfgemeinden wurden am 1. April 1934 zu selbständigen Gemeinden/Landgemeinden. An diesem Tag wurde ebenfalls die Kirchspielslandgemeinde Hemmingstedt aufgelöst. Es wurden an ihrer Stelle die Gemeinden Braaken, Hemmingstedt, Lieth, Lohe und Rickelshof neu gebildet.